# 世界の一体化
世界の一体化（せかいのいったいか）では、世界の歴史において、交通や通信の発達などによって、諸地域間の分業システム（近代世界システム）が形成され、固定化され、また幾度か再編されたその全過程をあらわす。歴史事象としては、16世紀の大航海時代以降本格化し、現在もなお進行中である。グローバリゼーションと同義である。
主として歴史学上および歴史教育における概念であり、日本における世界史教育では平成11年（1999年）以降学習指導要領のなかで基軸となる観点のひとつとして盛り込まれた。

## 世界の一体化とは

### 世界の一体化という言葉
1953年、鈴木成高は「世界の一體化」のなかでアーノルド・J・トインビーが文明史の立場からダ=ガマ以後をそれ以前と峻別し、近世に着目して世界の一体化の進展を論じていることに着目した。そしてジュール・ヴェルヌの『八十日間世界一周』を例示しながら、コミュニケーション革命の進展とその重大性について説きおこし、二度の世界大戦を経て世界の完全なる同時化が実現したと指摘している。
それ以後も、九里幾久雄「世界の一体化を中心とした世界史の構成」（1970年）、中山治一「世界の一体化」（1975年）など、この用語は広く使用された。
世界の一体化は、意味合いとしてはグローバル化やグローバリゼーションとほぼ同義である。学際的にグローバリゼーションの概念に取り組んだ伊豫谷登士翁編『グローバリゼーション』では、先駆者的な存在としてウォーラーステインの世界システム論を掲げている。ウォーラーステイン自身は、グローバリゼーションという言葉は1980年代の発明だとしている。
世界の一体化における分業関係は、ウォーラーステインが指摘し、平成11年改訂の高等学校地理歴史科「世界史A」学習指導要領が言及するように、経済的不平等・経済格差をともなっている。また、ここでいう一体化とは、経済的不平等を生み出しながらも互いに結びつきが深くなることを意味し、切り離すことがいよいよ難しくなる傾向や様態をあらわしており、同一化や平準化は含意していない。

### 世界システムという考え方

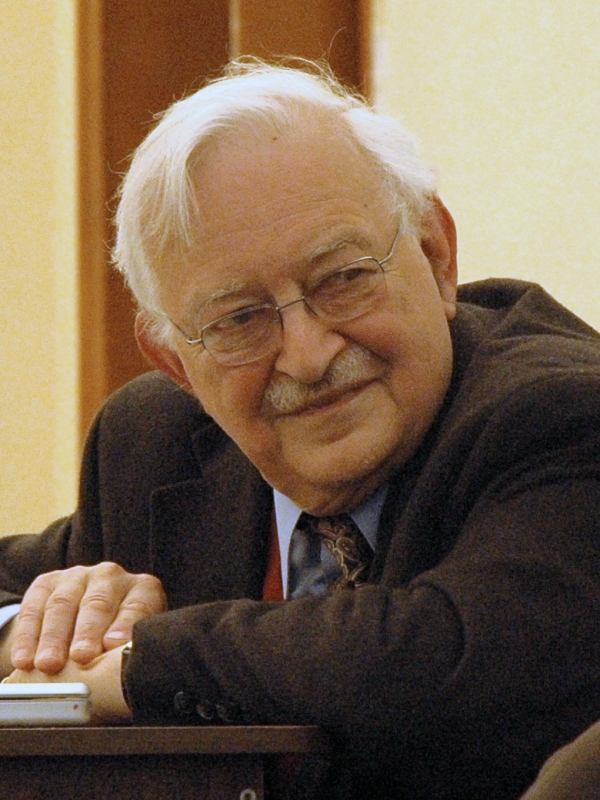
I.ウォーラーステイン

#### 従属理論
1966年に発表されたアンドレ・グンダー・フランクの論文「ラテンアメリカにおける低開発の開発」は、それまでの先進国と後進国の対比によって語られる低開発イコール発展段階の遅れとする見方を否定し、サテライト（衛星）諸国の低開発はメトロポリス（中心）諸国の開発によって作り出されたものであると主張して衝撃をあたえた（「低開発の開発」）。フランクによればイギリスにおける開発とインドにおける低開発はいわばコインの裏表であり、一つの歴史的なプロセスにおける2側面である。世界資本主義とは、このような裏表をなす2つの部分より成り立つ構造なのであり、開発と低開発の問題を考慮するには、この構造そのものを検討しなければならないとした。
エジプト出身の経済学者サミール・アミンは、フランクの従属理論を踏襲し、経済学的に展開することを試みた。彼は世界資本主義を中心部と周辺部とに二分して、両者の関係をフランクが単に経済余剰の獲得と充用の対立として説明したのに対し、彼はこれを分業構造であると把握して以下の4つに分けた。
1. 輸出品生産部門
2. 大衆消費財生産部門
3. 奢侈消費財生産部門
4. 生産財生産部門

このうち周辺部の資本主義が1.と3.を、中心部の資本主義が2.と4.を引き受けることによって、後者が前者を支配するとした。そして、世界資本主義の2つの部分をマルクス主義でいう社会経済構成であるとし、それぞれが資本主義的生産様式の組み合わせではあるが、中心部が資本主義に純化する傾向をもつ一方、周辺部ではいくつもの生産様式が残り、いつまでも併存するものとしてとらえた。

#### 世界システム論
アメリカ合衆国の歴史社会学者イマニュエル・ウォーラーステインはアフリカ研究から出発して1970年代に従属理論の影響のもとマルクス主義に近づく一方、歴史に長期的および短期的変動の組み合わせをみるフランスのアナール学派の歴史家フェルナン・ブローデルの社会史、全体史そのほか、カール・ポランニーの経済人類学の方法なども取り入れて、独自の世界システム論をうちたてた。
彼は、それまでの歴史学は世界史を国家や民族のリレー競争のようなものとして描いていると批判した。つまりそれは、どの国や民族も同じ段階をたどることを暗黙の前提としており、それぞれの国や民族にとって、いまどの段階にあるかを知ることが肝要となる。しかし、ウォーラーステインは、とくに16世紀以降の近代世界は一国史の寄せ集めではなく、一つの大きなシステム（世界経済）であり、個々の国や民族はこのシステムを構成する要素であるとした。こうした立場に立つと、重要なことは、システムの内部においてどのような役割を果たしているかということになる。川北稔は、ウォーラーステインの所論をヨーロッパ中心史観だとするような批判があるが、それは誤解であり、世界システム論における世界とは広汎な分業体制だとしている。それによれば、世界がグローバル、すなわち地球的になったのは近年の現象にすぎず、それこそ近代世界システムの成長の到達点としての現象なのであり、かつては地中海世界、東アジア世界など、いくつもの世界があったのだとしている。
ウォーラーステインは、フランクやアミンら従属理論の影響を強く受けながらも、それが中心と周辺の関係が固定的にとらえがちな傾向にあったことを考慮して、下表に示すように、両者の垂直的分業関係のあいだに中間領域として半周辺を設け、世界システム構造の複雑性を指摘すると同時に、内部における上昇や衰退の可能性をより的確に把握できるようにした。
| 時代区分                                    | 「中核」地域                                  | 「半周縁」地域                               | 「周縁」地域                                                                                 | 特色 | 世界商品                                              |
| ------------------------------------------- | --------------------------------------------- | -------------------------------------------- | -------------------------------------------------------------------------------------------- | --- | ----------------------------------------------------- |
| 17世紀初頭から18世紀中頃 （オランダの覇権） | - オランダ - イギリス - フランス              | - ポルトガル - スペイン - 南フランス         | - ラテンアメリカ - 西アフリカ - 東ヨーロッパ                                                 | - 重商主義による西ヨーロッパ諸国の争いのなかオランダが覇権を掌握。16世紀以来の世界の一体化が進展。 - 17世紀後半以降、イギリスが環大西洋地域に市場を拡大、ラテンアメリカと西アフリカを従属化。                                            | - 茶 - コーヒー - タバコ - キャラコ - 黒人奴隷        |
| 18世紀中頃から1917年 （イギリスの覇権）     | - イギリス - フランス - ドイツ - アメリカ     | - 欧州諸国 - カナダ - ロシア - 日本          | - オセアニア - 東南アジア - インド - オスマン帝国 - アフリカ - ラテンアメリカ - バルカン諸国 | - フランスとの植民地抗争に勝利したイギリスが覇権を確立、世界の一体化がほぼ完成。 - 蒸気船の普及により、工業製品の大量輸送や地球規模での移民が可能となる。19世紀にはドイツとアメリカ合衆国が「中核」に加わった。                          | 次のものが加わる。 - 綿花 - 綿織物 - 鉄 - 石炭 - ゴム |
| 1917年から1967年 （アメリカ合衆国の覇権）   | - アメリカ - 西欧 - 日本 - （ソヴィエト連邦） | - 韓国 - シンガポール - （東ヨーロッパ諸国） | - オセアニア - 東南アジア - インド - 中東 - アフリカ - ラテンアメリカ - カナダ - （中国）    | - 2つの世界大戦を経てアメリカ合衆国がドイツとの覇権争いに勝利し覇権を確立、世界システムが地球全体を覆った。 - ロシア革命以降の社会主義国家群が「反システムの運動」を展開。ベトナム戦争によりアメリカ覇権が衰退し、多極化の時代となった。 | 次のものが加わる。 - 石油 - 自動車                    |

ウォーラーステインによれば、近代世界システムは中核、半周縁、周縁の3部分から構成され、それ自体の内的運動によって不断に膨張しつつ変化する史的システムである。そのシステムは資本主義的な世界経済の形態をとり、この世界経済は長期の16世紀にその起源を持つ。そして、貢納による再分配の様式（これを、ブローデルは「経済上のアンシャン・レジーム」と呼ぶ）から、全く異質な社会システムへの移行があったとしている。また、資本主義的な世界経済は、単一の分業によって結ばれておりながら、政治的には多中心であり、文化的にも多様である。その点が、16世紀以前の世界帝国とは異なるとした。
史的システムとしての世界経済の変動には循環運動と長期変動がある。前者は資本主義生産の無政府性と有効需要の限界から生まれ、ほぼ4、50年の周期で繰り返される拡張と好況、停滞と不況の2局面の交替に代表される。対する後者は利潤増大のための生産諸要素（財貨・土地・労働力）の不断の商品化、生産における機械化、世界経済の地域的広がり、さらには社会運動、労働運動ないし民族運動のかたちをとった反体制運動としてあらわれる。この二者の相互作用のうえに世界経済は発生・成長・衰退・死滅の経過をたどるであろうとした。
また、ウォーラーステインは世界経済における循環運動に呼応して、その上部構造である国際システムに、勢力均衡と覇権（ヘゲモニー）国家の出現の周期的交替が起こるとした。勢力均衡を支えるのは列強、すなわち中核と半周縁の諸国民国家であり、各国の支配階級が世界経済で自己の利益を追求するための手段であるが、それは国際システムの構成要素にすぎず、必ずしも自律的な存在ではない。諸国家間の勢力均衡は、中核のどれか一国が世界経済を一元的に支配することを妨げる。
世界システム内において、ある中核の国家が他の中核に属する諸国家を圧倒している場合、その国家を覇権国家と呼ぶ。ウォーラーステインによれば、表に示したように、覇権はオランダ海上帝国、イギリス帝国、アメリカ合衆国の順で推移したとされる。ウォーラーステインは、オランダの覇権を1625年から1775年にかけてとしており、「オランダ以外のいかなる国も、これほど集中した、凝集性のある、統合された農=工業生産複合体をつくりあげることができなかった」と評している。しかし、ウォーラーステインに師事した山下範久は、覇権と呼びうるか疑問を呈している。これらに共通するのは、その国が覇権のピーク時に生産、流通（貿易）、金融の各分野であいついで優位に立ち、軍事・政治そして文化の各領域でその支配と価値を他国に強要できることである。しかしその覇権は失われ、再び列強が対峙する勢力均衡へと道をゆずる。なお、ウォーラーステインは、世界が資本主義と社会主義に分断されていると理解されてきた冷戦期にあっても、世界経済の一体性を強調した。彼は、ソヴィエト連邦が近代世界システムのなかでアメリカ合衆国と政治的には敵対することで、むしろ機能的には世界経済を安定化させていると論じている。
このように整理されたウォーラーステインの考え方は彼の学問上の師であるブローデルに影響して、その『物質文明・経済・資本主義』において、「世界=経済」というかたちでより広い視野のもと多角的な視覚から考察されている。さらに国際政治学にも影響をあたえ、ジョージ・モデルスキーの覇権循環論（長波理論）に共感をもってむかえられるなど多方面にわたる影響をおよぼしている。彼は、
- フリードリッヒ・リストによる、未開状態→牧畜状態→農業状態→農工状態→農工商状態
- カール・ビュッヒャー（英語版）による、家内経済→都市経済→国民経済
- マルクス主義（弁証法的唯物史観）による、原始共産制→古代奴隷制→封建社会→資本主義社会→共産主義社会
- ウォルト・ロストウによる、伝統的社会→離陸の準備段階→離陸（テイク・オフ＝産業革命）→成熟への前進段階→大量消費社会

など、一連の経済発展段階説を乗り越え、世界を一体として把握する、巨視的で新しい歴史学の道を開拓した。

### 学校教育における用語の登場
1998年（平成10年）7月の教育課程審議会答申では高等学校地理歴史科「世界史A」の改善事項として、次のように指摘されている。
このような指摘をうけて、1999年（平成11年）3月29日、「世界史A」の新しい高等学校学習指導要領が告示された。。以下に3つの大単元とそれぞれの単元目標を示す（中項目以下の内容については省略する）。
この改正によって初めて「世界の一体化」の用語が登場しており、そればかりではなく「世界史A」は世界の一体化の観点を基軸とする科目として再構成されたといってよい改訂内容となっている。なお、同指導要領は、平成14年5月、15年4月、15年12月にそれぞれ一部改正がなされている。
「世界史B」では、「諸地域世界の結合」「世界の支配・従属関係を伴う一体化」の観点からの内容が盛りこまれた。それを受けて、現在、高等学校の世界史教科書では各社とも世界の一体化の観点を重視しており、特に世界史Aでは重要語句として扱っていて、世界史Bでも重要語句として載せている教科書がある。世界史A教科書の執筆にたずさわった近藤和彦（東京大学）の「グローバル化の世界史」では、世界史教科書の組み立てと歴史の書き直しに関する感想、グローバリズム時代の世界史にまつわる所論と展望を展開している。
大学教育においても世界の一体化の観点は近年きわめて重視されており、講義シラバスなどに当該用語を用いる例が増えている。田中ひかる（大阪教育大学）の講義シラバス「近代世界システムの歴史と現在」などが該当する。なお、学術的論文においても中澤勝三（弘前大学）の論文「近代世界システム論の射程― 重商主義の位置づけをめぐって ―」のように、世界の一体化の用例は一般的なものになりつつある。

## 世界の一体化前史としてのモンゴル帝国
「世界史A」新学習指導要領では、前近代を「諸地域世界と交流圏」として扱うこととするのは、上述のとおりであるが、そのなかで諸地域相互の交流を促進し、世界の一体化につながるような交流圏の成立に寄与したのがモンゴル帝国であった。

モンゴル帝国の版図の変遷 テムジンがチンギス・カンを名乗った1206年から1294年のモンゴル帝国（赤）の領域に続き、4つの領域国家のゆるやかな連邦体制に移行した帝国の版図を示した（1294年時点）。ジョチ・ウルス（黄）、チャガタイ・ウルス（濃緑）、イルハン朝（緑）、大元ウルス（紫）である。

すなわち、13世紀、ユーラシア大陸ではモンゴル人が、東アジアから東ヨーロッパ、イスラーム世界を覆う空前の大帝国を建設し、それにより各地で勢力の交替が起こったのである。モンゴルによる征服は人びとに恐怖の記憶を刻んだが、その一方で「タタールの平和（パクス・タタリカ）」という言葉に表現されるように、モンゴル人によってユーラシアと北アフリカの諸地域が政治的、経済的にたがいに結びつけられ、国際色豊かな統治体制とそれに支えられた遠隔地商業など東西交流が、その宗教的寛容も相まって空前の繁栄ぶりを呈した。情報技術が整備され、交鈔という紙幣がつくられ、ジャムチ（駅伝制）が各地を結んだ。
杉山正明、岡田英弘らを主とする中央ユーラシア史の研究者からは、この13、14世紀の大モンゴル時代を世界史におけるひとつの分水嶺ととらえ、「近代」につながる諸要素を指摘する声があがっている。杉山らは、モンゴル帝国が陸上だけでなく海上ルートのシステム化をも推進した結果、以後の陸上国家は単なる陸上国家ではなくなったのであり、16世紀に隆盛をほこったロシア帝国、オスマン帝国、ムガル帝国、明朝などの大規模国家（ユーラシア近世帝国）はモンゴル帝国およびその地方政権の後継国家としての性格を有し、いわゆる大航海時代もモンゴル時代を前提にしなければ理解しにくいと指摘しており、比較文明史や世界システムの論者もこの観点に着目した所論を展開している。また、モンゴルが世界史に果たした役割を重視する知識人も少なくない。
13、14世紀のヨーロッパでは、西欧世界が十字軍や東方植民、イベリア半島でのレコンキスタなどによる膨張運動が展開され、これらはいずれもイスラーム世界に対するモンゴルの衝撃と深いかかわりを有していた。そして、そのなかで特に地中海沿岸やバルト海沿岸、および両者をつなぐ内陸部に顕著な都市の発達がみられ、王権の伸張という新しい歴史の動きを生んでいた。
そしてまた、ポストモンゴル時代の遊牧民は、近世以後も諸帝国をむすびつける役割を果たした。杉山は、「ポスト・モンゴル時代」のティムール帝国はじめ一連のモンゴル国家、明代モンゴルから「最後の遊牧王国」ドゥッラーニー朝（アフガニスタン）までの流れを清、オスマン、ムガルとともに「第五の波」と称している。
モンゴルによって生じたグローバリゼーションの芽は、16世紀以降の世界の一体化と深く呼応していた。大航海時代における海洋の時代をむかえるまで、ユーラシア内陸部では馬が一種の船の役割を果たし、古代から中世にかけて歴史的に形成されてきた諸世界を結びつけたのである。

## 各時代における世界の一体化
以下の各記事を参照。
16世紀と17世紀（一体化のはじまり—大航海と征服・植民地化の時代、オランダ黄金時代と英仏抗争のはじまり）
近世における世界の一体化
18世紀初頭から中葉にかけて（イギリス覇権の確立）
近世から近代にかけての世界の一体化
18世紀後葉から1917年まで（二重革命の時代、パックス・ブリタニカの時代）
近代における世界の一体化
1917年から1967年まで（2度の大戦とアメリカ合衆国の覇権）
近代から現代にかけての世界の一体化
1968年以降（多極化の時代）
現代の世界の一体化